# Varaždin (comitaat)
Het comitaat Varaždin (Kroatisch: Varaždinska županija , Hongaars: Varasd  vármegye ,  Duits: Komitat Warasdin) was een historisch comitaat in het noordwesten van het koninkrijk Kroatië en Slavonië (Hongaars: Horvát-Szlavónország) , maakte deel uit van Transleithanië en de Landen van de Heilige Hongaarse Stefanskroon. Tegenwoordig is het grondgebied verdeeld over de Kroatische provincies: Varaždin en Krapina-Zagorje.

## Ligging

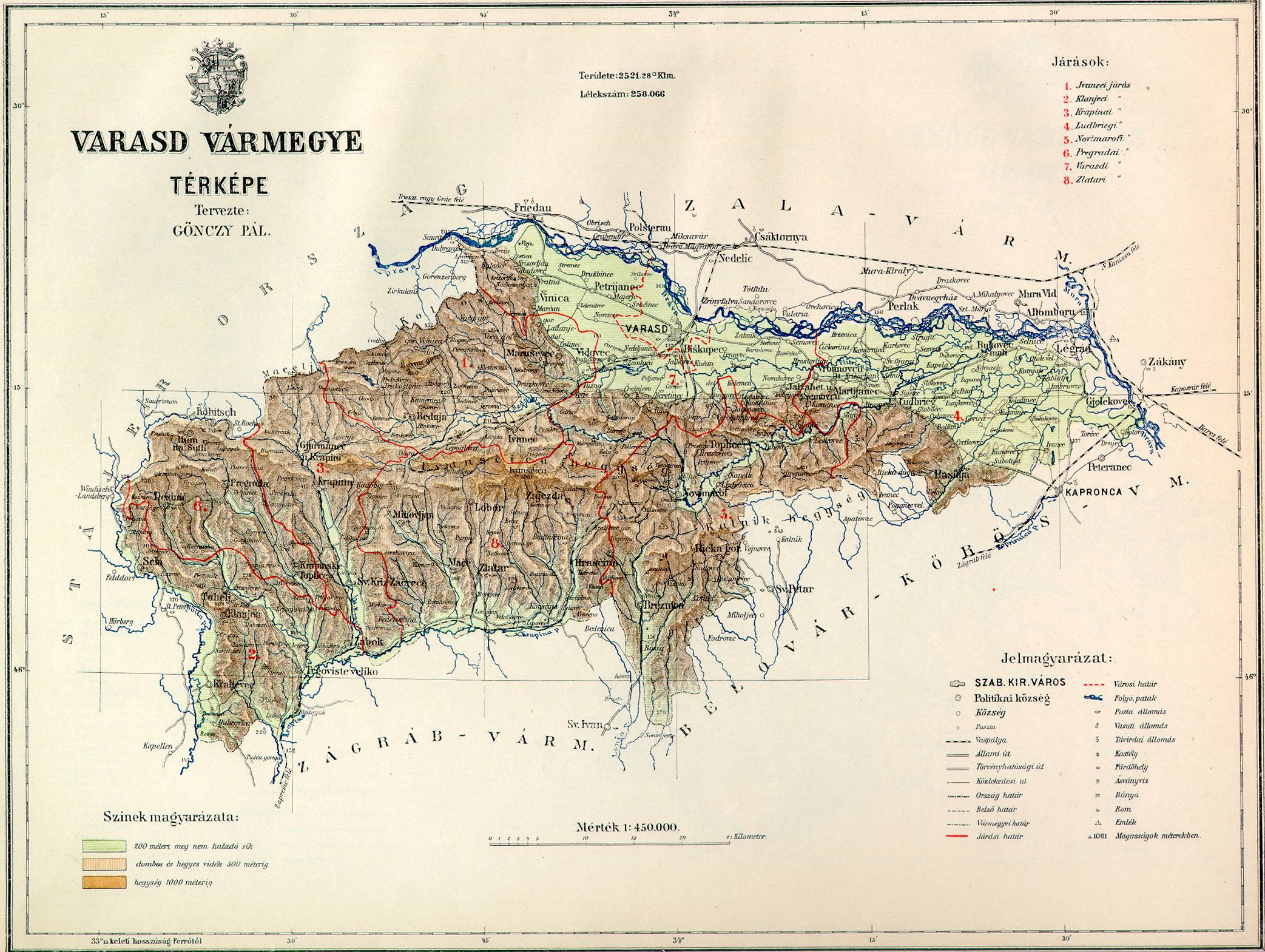
Kaart van het comitaat Varaždin / Varasd / Warasdin in 1890

Het comitaat grensde aan het Oostenrijkse kroonland hertogdom Stiermarken. Aan de Hongaarse comitaten: Zala (historisch comitaat) en Somogy (historisch comitaat). Tevens aan de Kroatische comitaten: Belovár-Kőrös  en Zágráb.
De noordgrens vormde de Drau, die ook gelijk de landsgrens vormde met het koninkrijk Hongarije; dit koninkrijk was in personele unie verbonden met het Koninkrijk Kroatië en Slavonië en haar voorgangers sinds 1102. Het comitaat had enigszins een vlak en anderszins een heuvelachtig en bergachtig landschap. Het vlakkere gebied was vooral rondom de riviervlakte van de Drau te vinden, waar ook de hoofdstad van het comitaat Varaždin (stad) / Varasd / Warasdin, waaraan het historische comitaat haar naam dankt. Deze stad was gelegen in het noorden van het comitaat, direct ten zuiden van de Drau.

## Districten
| Stoeldistrict | Hoofdplaats                               |
| ------------- | ----------------------------------------- |
| Ivanec        | Ivanec / Ivánc                            |
| Klanjec       | Klanjec                                   |
| Krapina       | Krapina / Korpona / Grabing               |
| Ludbreg       | Ludbreg / Lubring                         |
| Novi Marof    | Novi Marof / Nuovi Narof                  |
| Pregrada      | Pregrada                                  |
| Varasd        | Varasd , tegenwoordig Varaždin / Warasdin |
| Zlatar        | Zlatar                                    |
| Stadsdistrict |                                           |
| Varasd        | Varasd , tegenwoordig Varaždin / Warasdin |